# 1086年
| 千纪： | 2千纪 |
| 世纪： | 10世纪 \| 11世纪 \| 12世纪                                                                                 |
| 年代： | 1050年代 \| 1060年代 \| 1070年代 \| 1080年代 \| 1090年代 \| 1100年代 \| 1110年代                           |
| 年份： | 1081年 \| 1082年 \| 1083年 \| 1084年 \| 1085年 \| 1086年 \| 1087年 \| 1088年 \| 1089年 \| 1090年 \| 1091年 |
| 纪年： | 丙寅年（虎年）；辽大安二年；北宋元祐元年；西夏天安禮定二年；大理建安四年；越南廣祐二年；日本應德三年       |

## 大事记
- 白河上皇開啟院政政治。
- 蔡京知開封府，五日內改募役為差役，受到司馬光的稱讚。
- 李乾順即位為西夏國王，是為西夏崇宗。
- 薩拉卡戰役，北非穆斯林國家阿爾摩拉維王朝（穆拉比特王朝）在巴達霍斯以北擊敗西班牙基督教國家卡斯蒂利亞。

## 逝世
- 王安石（1021年-1086年5月21日，享年65岁）
- 李秉常（1061年-1086年8月21日，西夏惠宗，西夏毅宗李諒祚之子，享年26歲）
- 司马光（1019年-1086年10月11日，北宋史学家，享年67岁）